# Клімович Сергій Іванович
Клімович Сергій Іванович (1909—1946) — старший лейтенант Робітничо-селянської Червоної Армії, учасник Великої Вітчизняної війни, Герой Радянського Союзу (1943).

## Родина
Сергій Клімович народився 4 квітня 1909 року у Шепетівці (Хмельницька область) у родині корінних шепетівчан Івана Трохимовича та Катерини Улянівни Клімович. Крім нього, у родині росло ще двоє дітей — Роман (1905–1941) і Віра (1917–2003).
Зараз будинок № 56 по вулиці Валі Котика, ще одного шепетівського героя Радянського Союзу, є історичною пам'яткою.

## Доросле життя
У 1936 році призваний до лав Червоної армії. Служив до 1939 року.
Того ж року закінчив Робітничий факультет (підготовчі курси) Житомирського сільськогосподарського інституту, куди приймали переважно сільську і міську бідноту. Після цього працював у місцевому колективному господарстві (бригадир), а потім — міськвиконкомі (був комсомольцем).

## Німецько-радянська війна
Знову Сергія Клімовича мобілізовано у серпні 1941 року Курганським РВК Алма-Атинської області КССР.
У 1942 році закінчив у Горькому Гомельське піхотне училище.
З травня 1942 року воює.
17 жовтня 1942 року був поранений.
На Центральному фронті з 20 червня 1943 року.
До жовтня 1943 року лейтенант Клімович командував ротою 895-го стрілецького полку 193-ї стрілецької дивізії 65-ї армії Центрального фронту.

## За що нагородили
Чин Клімовича відбувся біля пмт Лоєв у ніч з 14 жовтня 1943 року. Як записано в його наградному листі:
15 жовтня 1943 року під ураганним вогнем противника т. Клімович, нехтуючи небезпекою і проявляючи виняткову командирську волю, рішуче і швидко першим форсував зі своєю ротою річку Дніпро на підручних засобах переправи і опанував штурмом першу і другу лінію німецьких окопів, знищивши при цьому 35 гітлерівців і захопивши шість 81-мм мінометів. Розширюючи плацдарм на Західному березі Дніпра, т. Клімович просунувся з боєм на три кілометри, і, особисто ведучи в атаку своїх бійців під вогнем супротивника, сміливо увірвався на Південно-Східну околицю населеного пункту Крупейкі, повернувши гітлерівців в панічну втечу. При цьому було взято в полон 76 солдатів і офіцерів і захоплено чотири 105-мм гармати противника.

Оригінальний текст (рос.)
15 октября 1943 года под ураганным огнем противника т. Климович, пренебрегая опасностью и проявляя исключительную командирскую волю, решительно и быстро первым форсировал со своей ротой реку Днепр на подручных средствах переправы и овладел штурмом первой и второй линией немецких окопов, уничтожив при этом 35 гитлеровцев и захватив 6 81-мм минометов. Расширяя плацдарм на Западном берегу Днепра, т. Климович продвинулся с боем на три километра, и, лично ведя в атаку своих бойцов под огнем противника, смело ворвался на Юго-Восточную окраину населенного пункта Крупейки, обратив гитлеровцев в паническое бегство. При этом было взято в плен 76 солдат и офицеров и захвачено 4 105-мм орудия противника
.
Представлення до нагороди датоване 21 жовтня, а вже 30 жовтня про це пише новий документ, який зараз зберігається в Архіві ЦАМО (Фонд № 33, опис № 682525, файл № 59,
№запису 12103246):
Указ Президії Верховної Ради СРСР про присвоєння звання ГЕРОЯ РАДЯНСЬКОГО СОЮЗУ генералам, офіцерському, сержантському і шеренговому складу Червоної Армії. За успішне форсування річки Дніпро, міцне закріплення плацдарму на західному березі річки Дніпро, і проявлені при цьому відвагу і геройство присвоїти звання Героя Радянського Союзу з врученням ордена Леніна і медалі «Золота Зірка»: <…> 68. Лейтенанту Клімовичу Сергію Івановичу.

Оригінальний текст (рос.)
Указ Президиума Верховного Совета СССР о присвоении звания ГЕРОЯ СОВЕТСКОГО СОЮЗА генералам, офицерскому, сержантскому и рядовому составу Красной Армии. За успешное форсирование реки ДНЕПР, прочное закрепление плацдарма на западном берегу реки ДНЕПР и проявленные при этом отвагу и геройство присвоить звание Героя Советского Союза с вручением ордена Ленина и медали "Золотая Звезда": <...>68. Лейтенанту КЛИМОВИЧУ Сергею Ивановичу.

## Подальше життя і смерть

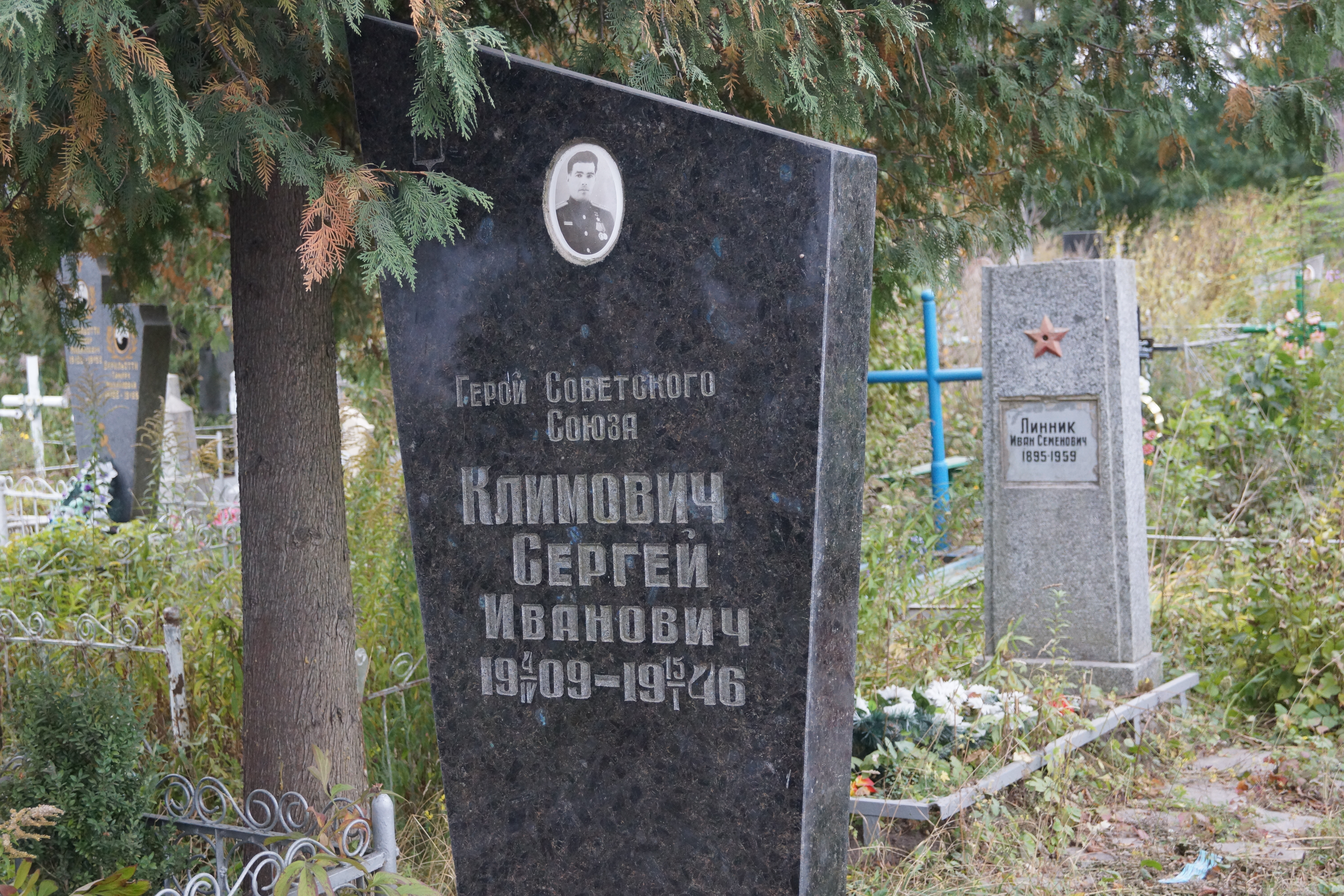
Могила в Шепетівці

Знову лікувався у шпиталі. Був також нагороджений медаллю.
Згодом закінчив курси командного складу «Выстрел» (у Киштимі, Горькому, Ульянівську, Свердловську, Новосибірську, Архангельську, або Орджонікідзе) і став старшим лейтенантом.
Пізніше демобілізований. Працював у шепетівському колгоспі.
Помер вдома від наслідків поранень 14 січня 1946 року.
На його честь у Шепетівці встановлено у 1982 році обеліск на міському цвинтарі (№ 16,охоронний № 84) і названа вулиця.